# Avanex

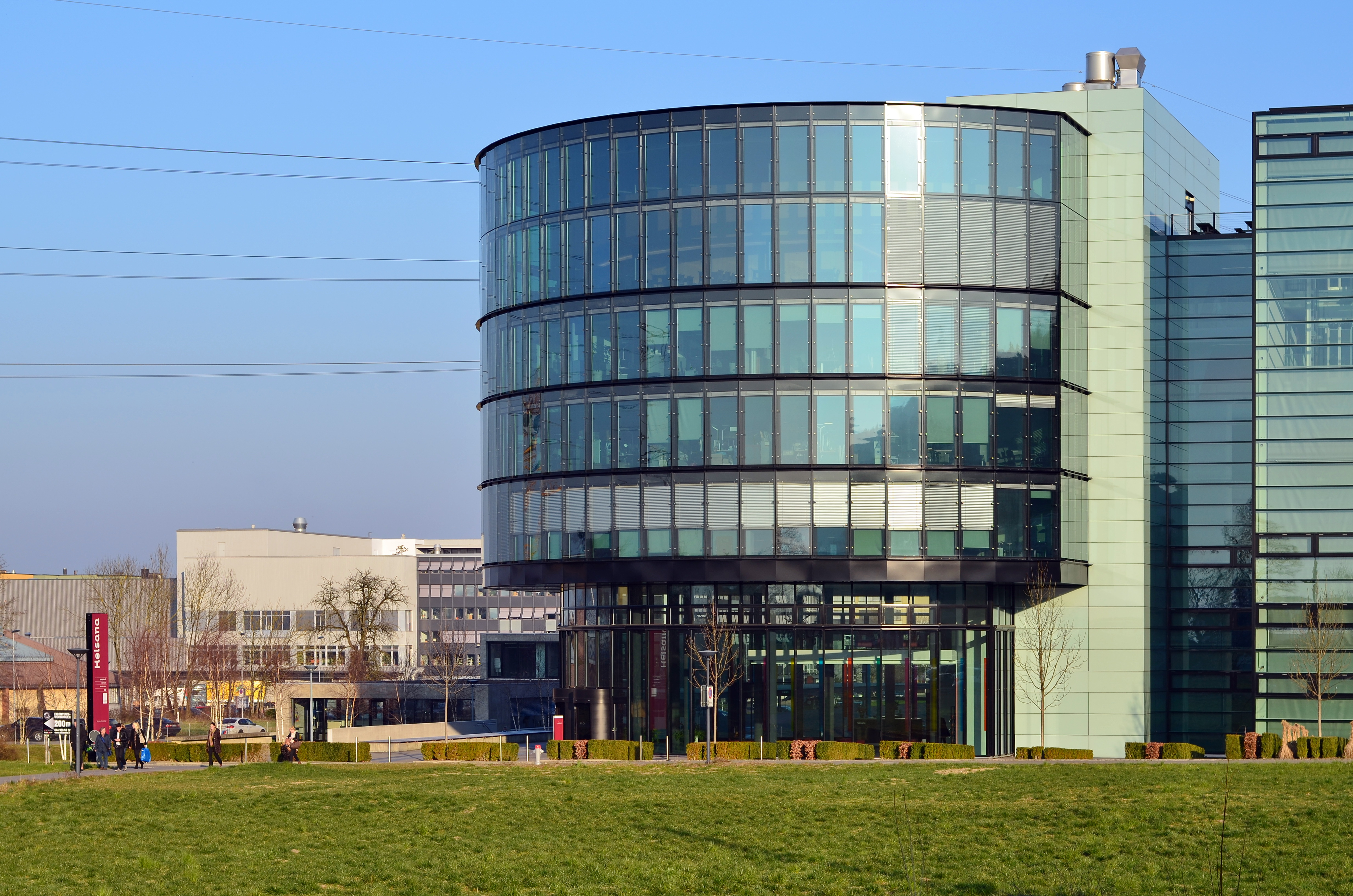
Verwaltungssitz der Helsana-Gruppe in Dübendorf-Stettbach

Logo bis 16. Juni 2013

Die Avanex Versicherungen AG mit Sitz in Dübendorf war eine auf die Krankenversicherung spezialisierte Schweizer Versicherungsgesellschaft der Helsana-Gruppe. 
Avanex wurde 2001 gegründet und ist seit dem 1. Juli 2003 als eigenständig operierende hundertprozentige Tochtergesellschaft der Helsana-Gruppe am Markt tätig. Mit der Markenharmonisierung der Helsana-Gruppe per 16. Juni 2013 verlor Avanex ihren eigenen Markenauftritt und kommunizierte seitdem nur noch unter dem Dach von Helsana. Sie wurde per 1. Januar 2017 mit der Grundversicherungstochter Helsana zusammengelegt.

## Tätigkeitsgebiet
Das Kerngeschäft der Avanex bildet die obligatorische Grundversicherung nach dem Krankenversicherungsgesetz und optionale Zusatzversicherungen für ergänzende Leistungen bei Krankenpflege, Spitalbehandlungen, Langzeitpflege, Zahnbehandlungen sowie Lohnausfall und Kapitalversicherungen. 